# SL Benfica
Sport Lisboa e Benfica, cunoscută sub numele de Benfica, este un club de fotbal din Lisabona, Portugalia, care evoluează în Primeira Liga.
Clubul s-a format în urma fuziunii în 1908 între echipele Sport Lisboa, înființată în 1904, și Grupo Sport Benfica. Alături de Sporting CP și FC Porto, Benfica este  cea mai de succes echipă de fotbal din Portugalia.
SL Benfica are cel mai mare număr de fani între cluburile portugheze, având de asemenea și cel mai mare număr de fani din străinătate, în jur de 14 milioane. Este de asemenea și cel mai mare club de fotbal din lume în funcție de numărul de asociați (suporteri plătitori), având în noiembrie 2006 un număr de 160.398 de asociați.

## Simboluri
Emblema clubului este compusă dintr-un vultur, un scut în culorile clubului, roșu și alb, și prescurtarea SLB pentru "Sport Lisboa e Benfica" scrisă pe o minge de fotbal și toate suprapuse peste o roată de bicicletă. Motto-ul clubului este: E Pluribus Unum, "Dintre cei mulți, unul singur".
Înainte de fiecare meci este adus un vultur adevărat pe nume Vitória care zboară dintr-un capăt în altul al stadionului.

## Istorie

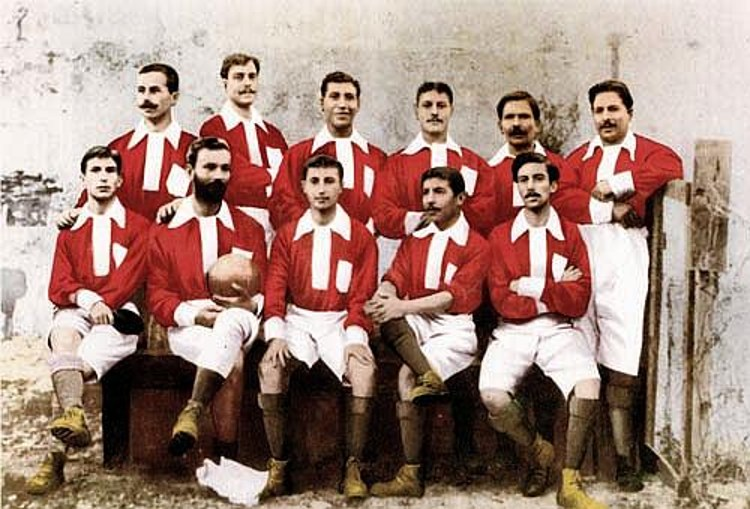
Benfica în 1904.

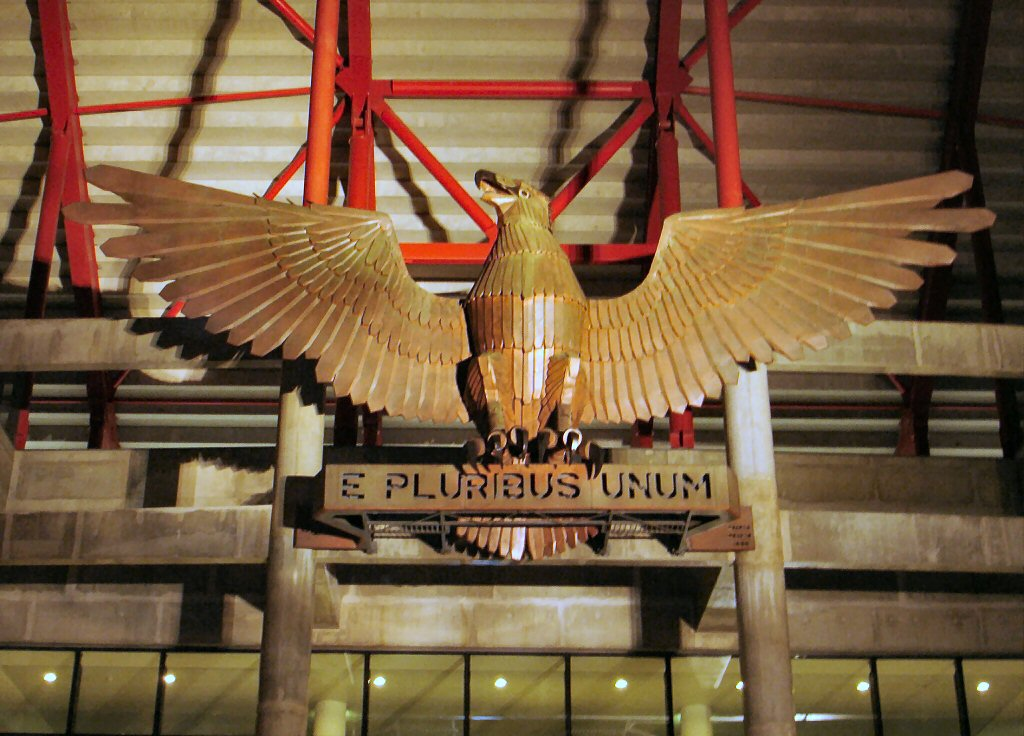
Emblema Benficăi la intrarea în stadion

### Anii de început (1904-1960)
Benfica a fost o forță dominantă în Portugalia încă din 1930, fiind deținătorii celor mai multe cupe și campionate.

### Epoca de aur (1960-1970)
Benfica a fost prima echipă care a spart dominația echipei Real Madrid în Cupa Campionilor, câștigând două cupe europene consecutiv în 1961 împotriva echipei FC Barcelona și în 1962 împotriva echipei Real Madrid.
Tot în această perioadă Benfica a mai ajuns de trei ori în finala Cupa Campionilor, dar a pierdut de fiecare dată, pierzând în 1963 cu AC Milan, în 1965 cu Internazionale Milano și în 1968 cu Manchester United.
În 1968 revista franceză France Football a desemnat Benfica drept cea mai bună echipă din Europa deși a pierdut finala Cupei Campionilor. Multe din succesele din anii 1960 se datorează lui Eusebio, de altfel Benfica a câștigat în anii 1960, 8 campionate, 3 cupe și 2  Cupe ale Campionilor.

### (1970-1994)
În anii 70' Benfica a început să dispară încet de pe scena fotbalistică europeană, dar a rămas principala forță din Portugalia, câștigând 6 campionate și 2 cupe.
În sezonul 1972-73 Benfica a devenit singura echipă portugheză care a rezistat un sezon întreg fără înfrângere, câștigând 28 de meciuri (din care 23 consecutiv) din 30, și a remizat de 2 ori. În același an Eusebio a devenit golgheterul Europei cu 40 de goluri în penultimul său sezon ca și jucător al Benficăi. Echipa a înscris 101 goluri, trecând pentru prima dată de granița de 100 de goluri marcate într-un singur sezon.
Clubul a avut unele probleme la sfârșitul anilor 70'-începutul anilor 80', dar sub îndrumarea antrenorului suedez Sven-Göran Eriksson a reușit în 1983 și 1984 să câștige 2 campionate, o cupă și să ajungă în finala Cupei UEFA în 1983, pierzând în fața echipei belgiene R.S.C. Anderlecht.
În 1985 consiliul de administrație al clubului a decis să termine de construit și al treilea etaj al stadionului, transformându-l în unul dintre cele mai mari din Europa, cu o capacitate pe scaune de 120.000 de locuri, iar în 1987 Benfica a mai realizat o dublă cupă-campionat pentru a noua oară în istoria clubului.
În perioada 1988-1994 Benfica a făcut mari investiții financiare pentru a câștiga un trofeu european dar fără succes, deși a ajuns în finala Cupei Campionilor Europeni de 2 ori pierzând în 1988 în fața echipei olandeze PSV Eindhoven iar în 1990 în fața echipei AC Milan. Pe plan intern Benfica a câștigat 3 campionate în 1989, 1991 și 1994 și o cupă în 1993.

### (1994-prezent)
Din cauza unor probleme financiare și a lotului mare de jucători (peste 30) în perioada 1994-2003 Benfica a câștigat doar o cupă (1996) iar în campionat a terminat pe poziții slabe: 6 în sezonul 2000-2001 sau 4 în sezonul 2001-2002. Datoriile au început să se strângă iar Benfica schimba în fiecare an antrenorul și lotul de jucători.
În 2004 clubul a dat semne de revenire câștigând primul lor trofeu (Cupa Portugaliei) în 8 ani cu un președinte și un antrenor (Jose Antonio Camacho) nou iar în sezonul 2004-2005 primul lor titlu în 11 ani cu antrenorul Giovanni Trapattoni. În sezonul 2005-2006 Benfica a câștigat Supercupa Portugaliei pentru a patra oară.

## Stadion

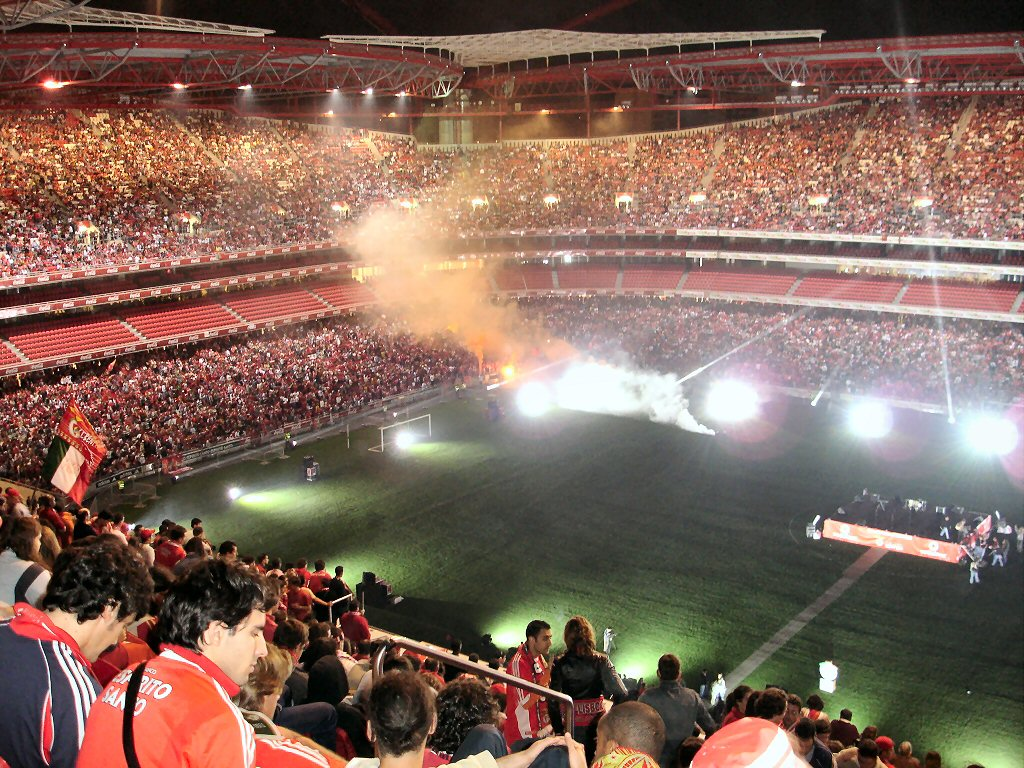
Vedere din interiorul stadionului

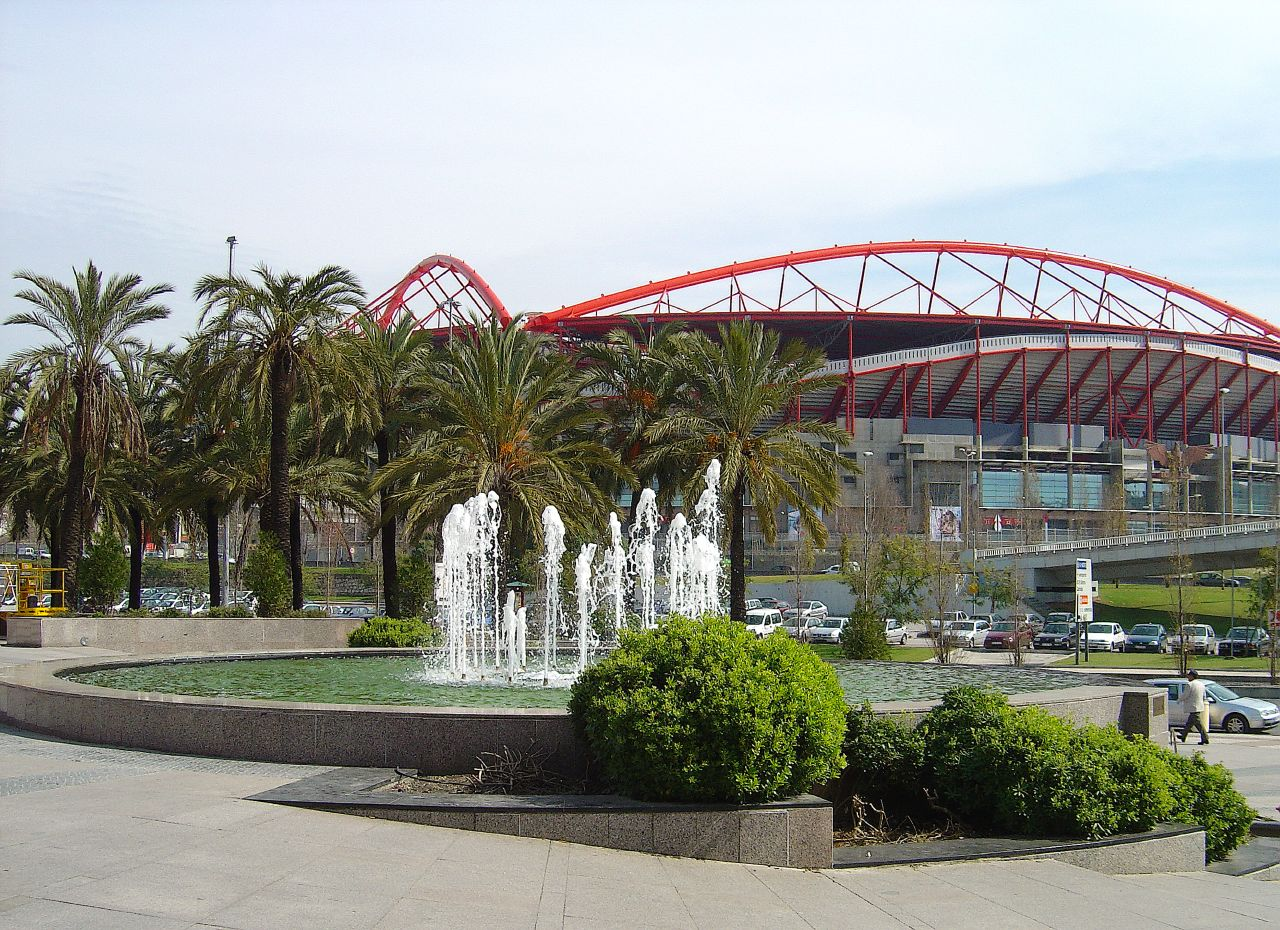
Vedere din exteriorul stadionului

Estádio da Luz (Stadionul Luminii) este un stadion destinat fotbalului în Lisabona, Portugalia, locul unde joacă echipa SL Benfica. Mai este numit și A Catedral (Catedrala) de către suporterii Benficăi din motive istorice.
Termenul "Luz" (lumină), se referă, istoric, la parohia Igreja de Nossa Senhora da Luz (Biserica Doamnei Noastre a Luminii). Stadionul Luminii din Sunderland, Anglia probabil că se inspiră din numele stadionului din Lisabona.
Stadionul a găzduit mai multe meciuri de la turneul final al Campionatului European de Fotbal din 2004 inclusiv finala. Vechiul stadion al Benficăi (numit tot Stadionul Luminii având 120.000 de locuri pe scaune) a fost demolat iar în locul său a fost construit noul stadion de 65.400 de locuri.

### Baza de antrenament și Academia de fotbal
Benfica deține o bază de antrenament de ultimă generație situată în Seixal. Complexul este denumit Caixa Futebol Campus după sponsorul principal Caixa Geral de Depósitos care este cea mai mare bancă din Portugalia. Acolo se antrenează echipa în fiecare zi fiind de asemenea și casa echipei de tineret a Benficăi.

## Suporteri
În Portugalia se spune că majoritatea iubitorilor de fotbal sunt fani Benfica. Aproape fiecare municipalitate din Portugalia are o Casa do Benfica (Casă a Benficăi) care se poate găsi și în alte orașe din multe țări ale lumii: Andorra, Angola, Australia, Belgia, Brazilia, Canada, Republica Capului Verde, Anglia, Franța, Germania, Guineea-Bissau, Luxembourg, Macao, Africa de Sud, Elveția sau SUA.
Din campionatul 2004-2005 numărul de asociați ai clubului a crescut semnidicativ. În aprilie 2006 numărul acestora a trecut de 150.000. Arhivat în 22 iunie 2011, la Wayback Machine.. În Iulie 2006 SL Benfica a avut 153.000 de asociați cu 1.000 mai mulți decât Manchester United. SL Benfica este din 2006 clubul cu cei mai mulți asociați (suporteri plătitori) din lume cu peste 160.000 de membri.
Ca și toate marile echipe, Benfica are un grup de suporteri organizați (claque în portugheză), incluzând Diabos Vermelhos (diavolii roșii) care sunt afiliați clubului și No Name Boys (băieții fără nume) care sunt independenți.
Benfica are de asemenea și cel mai mare număr de spectatori, în medie venind 39.000 de spectatori pe meci.

## Organizare și finanțe
Sport Lisboa e Benfica este organizată pe departamente de sport.
Sport Lisboa e Benfica - Futebol, S.A.D., departamentul de fotbal, este cel mai mare departament în funcție de venituri și cheltuieli. În 2007 un număr de 15 milioane de acțiuni ale Benficăi, reprezentând 33% din acțiunile clubului, au fost listate la Bursa Euronext din Lisabona.
În sezonul 2005-2006, Benfica s-a clasat pe locul 20 în lume în funcție de venituri, având aproximativ €85.1 milioane venituri, situându-se pe locul 3 în Peninsula Iberică după Real Madrid și FC Barcelona.
În ultimii 5 ani Benfica și-a dublat veniturile.
Sursele venitului Benficăi:
- 2002 - € 42 mln
- 2003 - € 40 mln
- 2004 - € 55 mln
- 2005 - € 63 mln
- 2006 - € 85.1 mln
  - În ziua meciului - € 38.6 mln
  - Televizări - € 17.2 mln
  - Comerț - € 29.3 mln

Structură:
- Sport Lisboa e Benfica (clubul sportiv)
- Sport Lisboa e Benfica – Futebol, SAD (compania pentre fotbal) - 40% deținută de Sport Lisboa e Benfica; 10,04% deținută de Sport Lisboa e Benfica, SGPS, SA
- Sport Lisboa e Benfica, SGPS, SA (conglomeratul de companii)
- Sport Lisboa e Benfica – Multimédia, SA (multimedia)
- Benfica Estádio – Construção e Gestão de Estádios, SA (managementul stadionului)
- Sport Lisboa e Benfica – Comercial – Gestão e Exploração da Marca Benfica, SA (managementul brandului/vânzări)

## Personalități
- Ribeiro dos Reis
- José Maria Nicolau
- Rogério Lantres de Carvalho
- Costa Pereira
- Mário Coluna
- José Águas
- Bela Guttmann
- José Torres
- José Augusto
- António Simões
- Eusébio
- António José Conceição Oliveira
- Shéu Han
- Jimmy Hagan
- Borges Coutinho
- Chalana
- António Veloso
- Sven-Göran Eriksson
- Diamantino Miranda
- Carlos Lisboa
- Rui Costa
- João Vieira Pinto
- Michel Preud'homme
- Simão Sabrosa

## Rezultate istorice
- Benfica-7 Madrid Football Club-0 în 1913
- Benfica-12 FC Porto-2 în 1943
- Benfica-7 Sporting-2 în 1946
- Benfica-2 Girondins Bordeux-1 în 1950
- Heart Of Midlothian-1 SL Benfica-2 în 1960
- Benfica-3 Barcelona-2 în 1961
- Benfica-5 Real Madrid-3 în 1962
- Benfica-5 Real Madrid-1 în 1965
- Internazionale Milano-1 Benfica-0 în 1965
- Ajax-1 Benfica-3 în 1969
- Benfica-5 Feyenoord-1 în 1972
- Benfica-6 FCPorto-0 în 1972
- Benfica-5 Sporting-0 în 1978
- AS Roma-1 Benfica-2 în 1983
- Benfica-2 Steaua-0 în 1988
- Benfica-1 Marseille-0 în 1990
- Arsenal-1 Benfica-3 în 1991
- Leverkusen-4 Benfica-4 în 1994
- Sporting-3 Benfica-6 în 1994
- Sporting-1 Benfica-4 în 1998
- Benfica-2 Manchester United-1 în 2005
- Liverpool-0 Benfica-2 în 2006

## Trofee

### Naționale

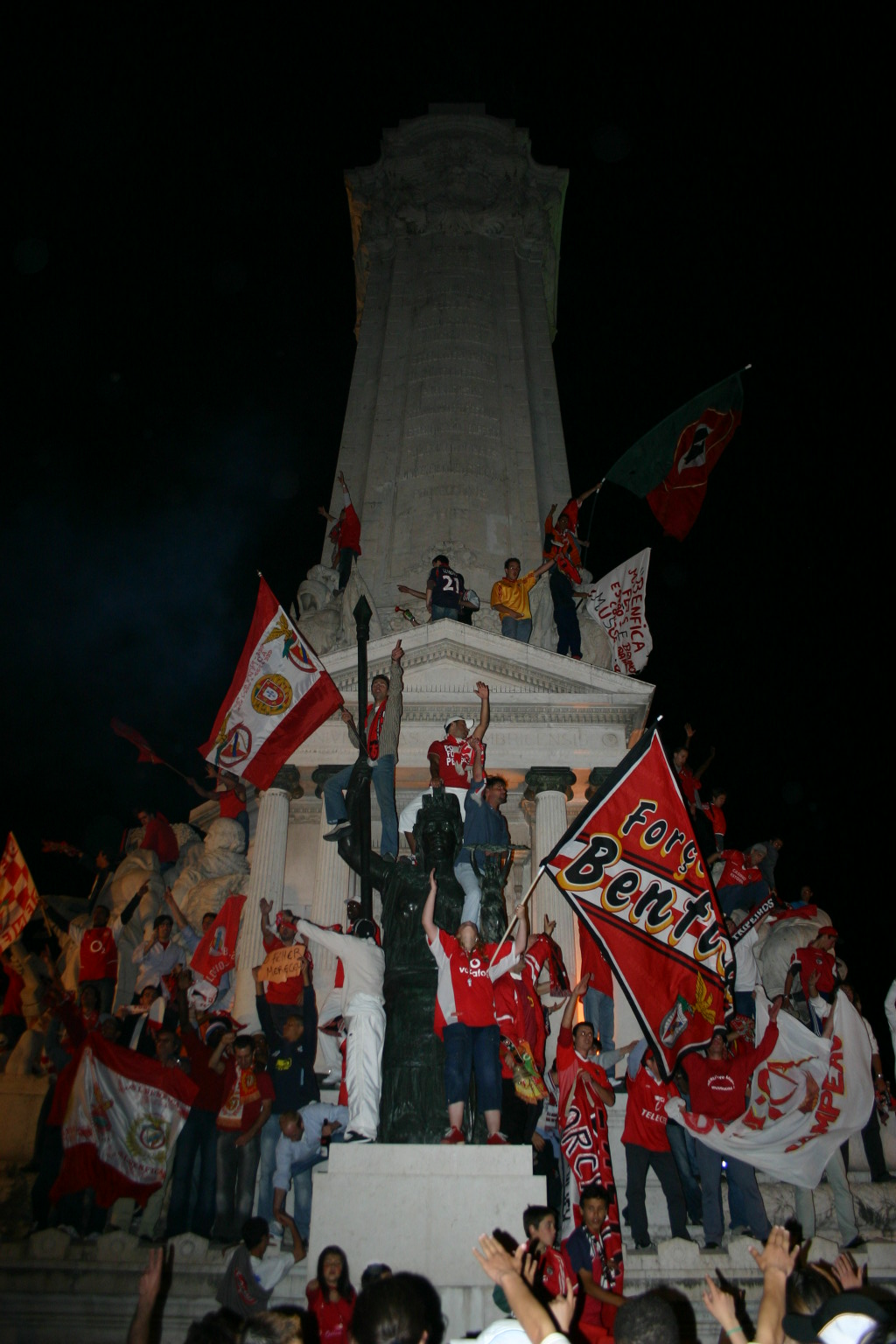
Fanii invadând centrul Lisabonei

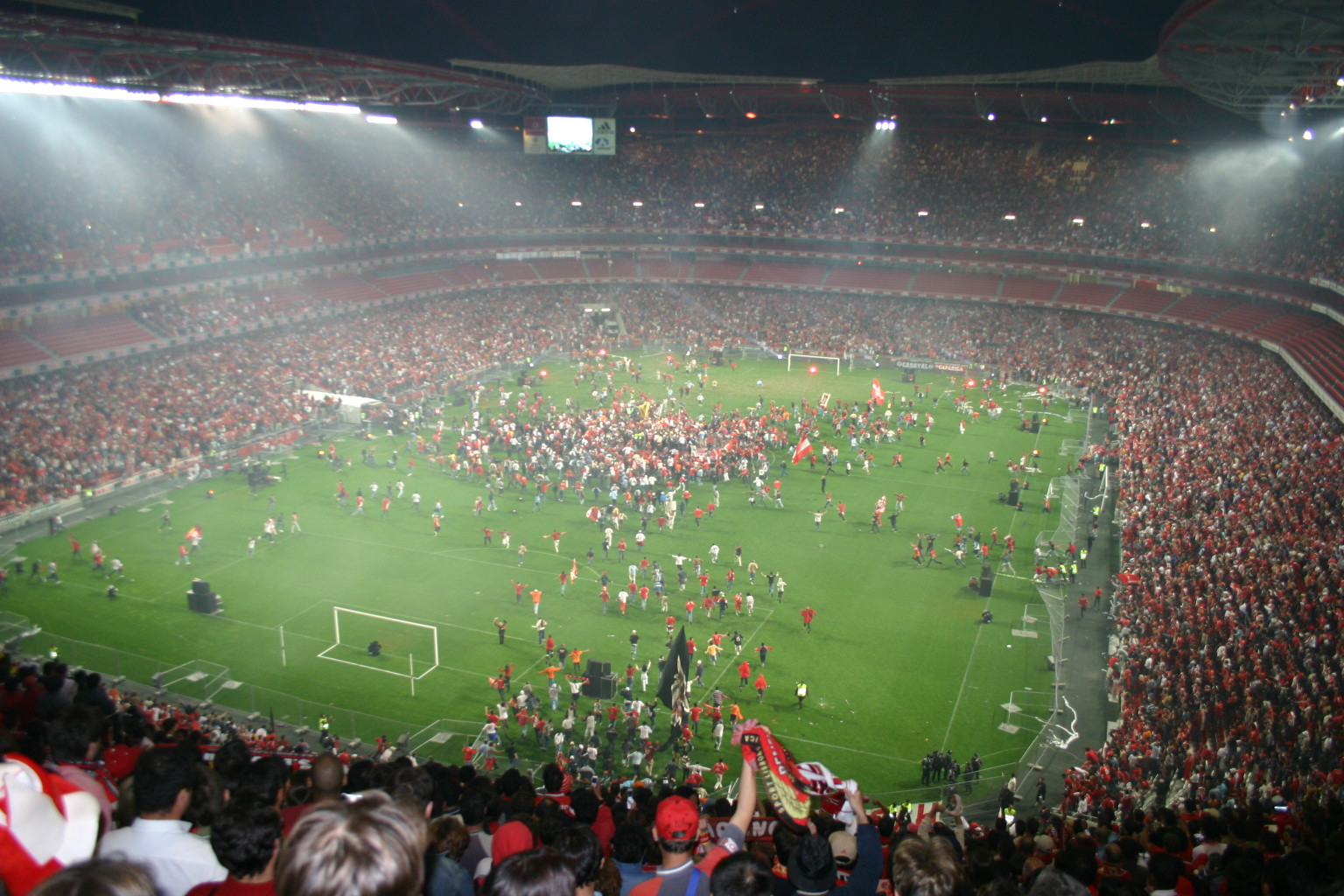
Invadarea terenului la câştigarea campionatului 2004-05

- Liga Portugheză (I Divisão, I Liga, Superliga, Liga): 38
  - Câștigătoare: 1935/36 1936/37 1937/38 1941/42 1942/43 1944/45 1949/50 1954/55 1956/57 1959/60 1960/61 1962/63 1963/64 1964/65  1966/67 1967/68 1968/69 1970/71 1971/72 1972/73 1974/75 1975/76 1976/77 1980/81 1982/83 1983/84 1986/87 1988/89 1990/91 1993/94 2004/05 2009/10 2013/14 2014/15 2015/16 2016/17, 2018/19, 2022/23
  - Locul doi (24):
- Cupa Portugaliei: 26
  - Câștigătoare: 1939/40 1942/43 1943/44 1948/49 1950/51 1951/52 1952/53 1954/55 1956/57 1958/59 1961/62 1963/64 1964/65 1968/69 1969/70 1971/72 1979/80 1980/81 1982/83 1984/85 1985/86 1986/87 1992/93 1995/96 2003/04 2013/14
  - Locul doi (9):
- Cupa Portugaliei (vechiul format) (între 1921–1922 și 1937–1938): 3
  - Câștigătoare: 1929/30 1930/31 1934/35
  - Locul doi (-):
- Supercupa Portugaliei: 4
  - Câștigătoare: 1979/80 1984/85 1988/89 2005/06
  - Locul doi (10):
- Cupa Ribeiro dos Reis: (între 1961-1962 și 1970-1971): 3
  - Câștigătoare: 1963/64, 1965/66, 1970/71
  - Locul doi (-):

### Europene
- European Champions Cup: 2
  - Câștigătoare: 1961, 1962;
  - Locul doi (5) 1963, 1965, 1968, 1988, 1990
- Cupa UEFA: 0
  - Locul doi (1): 1983
- Cupa Latină: 1
  - Câștigătoare: 1950
  - Locul doi (1): 1957
- Cupa Iberică: 1
  - Câștigătoare: 1983

## Numere retrase
S.L. Benfica a retras numărul jucătorului maghiar Miklós Fehér (1979-2004), care a murit de insuficiență cardiacă în ianuarie 2004, după ce a căzut inconștient pe teren la un meci din prima ligă portugheză.
- 29  Miklós Fehér, Atacant, 2001 - 2004

## Lotul actual
La 26 iulie 2025.
| Nr. |                       | Poziție | Jucător                                         |
| --- | --------------------- | ------- | ----------------------------------------------- |
| 1   | Ucraina               | P       | Anatoliy Trubin                                 |
| 3   | Spania                | F       | Rafael Obrador                                  |
| 4   | Portugalia            | F       | António Silva (vice-căpitan)                    |
| 5   | Argentina             | M       | Enzo Barrenechea (împrumutat de la Aston Villa) |
| 6   | Danemarca             | F       | Alexander Bah                                   |
| 7   | Turcia                | A       | Kerem Aktürkoğlu                                |
| 8   | Norvegia              | M       | Fredrik Aursnes                                 |
| 14  | Grecia                | A       | Vangelis Pavlidis                               |
| 16  | Portugalia            | M       | Manu Silva                                      |
| 17  | Bosnia și Herțegovina | F       | Amar Dedić                                      |
| 18  | Luxemburg             | M       | Leandro Barreiro                                |
| 20  | Columbia              | M       | Richard Ríos                                    |
| 21  | Norvegia              | A       | Andreas Schjelderup                             |

| Nr. |            | Poziție | Jucător                    |
| --- | ---------- | ------- | -------------------------- |
| 24  | Portugalia | P       | Samuel Soares              |
| 25  | Argentina  | A       | Gianluca Prestianni        |
| 26  | Suedia     | F       | Samuel Dahl                |
| 27  | Portugalia | A       | Bruma                      |
| 30  | Argentina  | F       | Nicolás Otamendi (căpitan) |
| 39  | Portugalia | A       | Henrique Araújo            |
| 44  | Portugalia | F       | Tomás Araújo               |
| 47  | Portugalia | A       | Tiago Gouveia              |
| 60  | Portugalia | M       | Nuno Félix                 |
| 61  | Portugalia | M       | Florentino                 |
| 71  | Portugalia | F       | Leandro Santos             |
| 84  | Portugalia | M       | João Rego                  |
| 86  | Portugalia | M       | Diogo Prioste              |

### Jucători împrumutați
| Nr. |         | Poziție | Jucător                                           |
| --- | ------- | ------- | ------------------------------------------------- |
|     | Albania | F       | Adrian Bajrami (la Luzern până pe 30 iunie 2026)  |
|     | Cehia   | F       | David Jurásek (la Beșiktaș până pe 30 iunie 2026) |

| Nr. |        | Poziție | Jucător                                         |
| --- | ------ | ------- | ----------------------------------------------- |
|     | Turcia | M       | Orkun Kökçü (la Beșiktaș până pe 30 iunie 2026) |

## Foști jucători remarcați
1900 - 1950
- Cosme Damião
- Arsénio Trindade Duarte
- Félix Assunção Antunes
- Julinho
- Francisco Moreira
- Rogério

1951 - 1970
- Eusébio
- Mário Coluna
- Artur Correia
- Germano
- Costa Pereira
- José Augusto Torres
- António Simões
- José Águas
- José Augusto
- Jaime Graça
- Domiciano Cávem

1971 - 1990
- Humberto Coelho
- Chalana
- Shéu Han
- Manuel Bento
- Silvino
- Toni
- Tamagnini Nené
- Diamantino Miranda
- Eurico Monteiro Gomes
- José Henrique
- João Alves
- Rui Jordão
- Carlos Manuel
- Artur Jorge
- Rui Águas
- Álvaro Magalhães
- Vítor Baptista
- Zoran Filipović
- Michael Manniche
- Mats Magnusson
- Elzo
- Glenn Peter Strömberg

1990s
- Paulo Sousa
- João Vieira Pinto
- António Veloso
- Vítor Paneira
- Paulo Futre
- Maniche
- Rui Costa
- Paulo Bento
- Abel Xavier
- Valdo
- Mozer
- Ricardo Gomes
- Isaías
- Aldair
- Vata
- Jonas Thern
- Stefan Schwarz
- Michel Preud'Homme
- Claudio Caniggia
- Carlos Gamarra
- Mario Stanić
- Sergei Yuran
- Alexander Mostovoi
- Vassily Kulkov

2000s
- Ricardo Rocha
- Miguel
- Tiago
- Fernando Meira
- Karel Poborský
- Giorgos Karagounis
- Pierre Van Hooijdonk
- Miklós Fehér
- Sokota
- Zlatko Zahovič
- Carlos Marchena
- Fabrizio Miccoli
- Simão Sabrosa
- Francisco Fonseca

## Foști antrenori
- Manuel Gourlade : 1906-1908
- Cosme Damião : 1908-1926
- Ribeiro dos Reis : 1926-1929
- Arthur John : 1929-1931
- Ribeiro dos Reis : 1931-1934
- Vítor Gonçalves : 1934-1935
- Lipo Hertzka : 1935-1939
- Janos Biri : 1939-1947
- Lipo Hertzka : 1947-1948
- Edward "Ted" Smith : 1948-1952
- Alberto Zozaya : 1952-1953
- Ribeiro dos Reis : 1953
- José Valdivieso: 1954
- Otto Glória : 1954-1959
- Bela Guttmann: 1959-1962
- Fernando Riera : 1962-1963
- Lajos Czeizler : 1963-1964
- Elek Schwartz : 1964-1965
- Bela Guttmann: 1965-1966
- Fernando Riera : 1966-1967
- Fernando Cabrita: 1967-1968
- Otto Glória : 1968-1970
- Jimmy Hagan : 1970-1973
- Fernando Cabrita: 1973-1974
- Milorad "Michel" Pavić : 1974-1975
- Mário Wilson: 1975-1976
- John Mortimore: 1976-1979
- Mário Wilson: 1979-1980
- Lajos Baróti: 1980-1982
- Sven-Göran Eriksson : 1982-1984
- Pál Csernai : 1984-1985
- John Mortimore: 1985-1987
- Ebbe Skovdahl : 1987
- Toni : 1987-1989
- Sven-Göran Eriksson : 1989-1992
- Tomislav Ivić : 1992
- Toni : 1992-1994
- Artur Jorge : 1994-1995
- Mário Wilson: 1995-1996
- Paulo Autuori : 1996-1997
- Manuel José : 1997
- Mário Wilson: 1997
- Graeme Souness : 1997-1999
- Jupp Heynckes : 1999-2000
- José Mourinho : 2000
- Toni : 2000-2002
- Jesualdo Ferreira : 2002
- José Antonio Camacho : 2002-2004
- Giovanni Trapattoni : 2004-2005
- Ronald Koeman : 2005-2006
- Fernando Santos : 2006-prezent